# Gegenes pumilio
Gegenes pumilio ist ein Schmetterling aus der Familie der Dickkopffalter (Hesperiidae). 

## Merkmale
Die Vorderflügellänge beträgt 14 Millimeter. Der Außenrand der Vorderflügel ist leicht konvex. Die Oberseite ist dunkelbraun. Die Unterseite ist graubraun mit Andeutungen heller Postdiskalflecke auf allen Flügeln. Das Weibchen ist auf der Oberseite etwas heller mit kleinen helleren Postdiskalflecken auf den Vorderflügeln (ebenfalls auch auf der Unterseite vorhanden). Die Unterseite ist hell graubraun.

## Geographisches Vorkommen und Lebensraum
Gegenes pumilio ist von den Küsten des Mittelmeeres durch Vorderasien bis zum Himalaja und nach Süden durch ganz Afrika verbreitet. Der Falter hält sich an trockenen, heißen, küstennahen Hängen, Felsgebieten und extensiv genutzten Olivenhainen auf. Selten kommt sie auch im Hinterland der Küstenregionen bis in 1200 Meter über NN an sonnenexponierten, heißen Hängen vor.

## Lebensweise
Die Falter fliegen im Mittelmeerraum von April bis Oktober in mehreren Generationen (meist drei Generationen) Die Männchen sind territorial. In Südafrika wird in wärmeren Regionen eine ununterbrochene Generationenfolge gebildet, mit einem Maximum von Oktober bis März. In kühleren Gebieten fliegen die Falter nur von Oktober bis März. Die Raupe lebt an verschiedenen Grasarten, für Südafrika werden Pennisetum clandestinum, Ehrharta spp. und Hundszahngräser (Cynodon) spp. angegeben.

## Systematik
Die Art wurde 1804 von Johann Centurius von Hoffmannsegg als Hesperia nostradamus pumilio aus der Nähe von Neapel erstmals beschrieben. Es existieren mindestens drei Synonyme:
- Gegenes pygmaeus Cyrillo, 1787 (der älteste Name für die Art, der aber als jüngeres Homonym einer anderen Art bereits präokkupiert war und damit kein valider Name ist)
- Gegenes aetna Boisduval, 1840
- Gegenes lefebvrei Rambur, 1840

Derzeit werden zwei bis drei Unterarten unterschieden:
- Gegenes pumilio pumilio (Hoffmannsegg, 1804)
- Gegenes pumilio gambica (Mabille, 1878), Afrika, Arabische Halbinsel bis zum Libanon, Türkei bis Nordindien

Gegenes monochroa (Rebel, 1907) wird von manchen Websites ebenfalls als Unterart von Gegenes pumilio gelistet. Die meisten Autoren betrachten das Taxon jedoch als selbständige Art.
Nach einer neueren Arbeit von Torben Bjørn Larsen unterscheidet sich die ssp. gambica durch ihre Chromosomenzahl von der Nominatunterart (n=41 bei pumilio gambica und n=24 bei pumilio pumilio). Er folgert daraus, dass gambica als selbständige Art zu akzeptieren ist.